# Amerikansk Samoa ved OL
Amerikansk Samoa deltog første gang i olympiske lege under Sommer-OL 1988 i Seoul, og har siden deltaget i samtlige sommerlege. De deltog for første og hidtil eneste gang i vinterlege under Vinter-OL 1994 på Lillehammer. Amerikansk Samoa har ikke vundet nogen medaljer.

## Medaljeoversigt
| Amerikansk Samoas medaljer underde olympiske sommerlege | Amerikansk Samoas medaljer underde olympiske sommerlege | Amerikansk Samoas medaljer underde olympiske sommerlege | Amerikansk Samoas medaljer underde olympiske sommerlege | Amerikansk Samoas medaljer underde olympiske sommerlege | Amerikansk Samoas medaljer underde olympiske sommerlege |                     | Amerikansk Samoas medaljer under de olympiske vinterlege | Amerikansk Samoas medaljer under de olympiske vinterlege | Amerikansk Samoas medaljer under de olympiske vinterlege | Amerikansk Samoas medaljer under de olympiske vinterlege | Amerikansk Samoas medaljer under de olympiske vinterlege | Amerikansk Samoas medaljer under de olympiske vinterlege |
| Lege                                                    | Guld                                                    | Sølv                                                    | Bronze                                                  | Totalt                                                  | Rang                                                    | Lege                | Guld                                                     | Sølv                                                     | Bronze                                                   | Totalt                                                   | Rang                                                     |                                                          |
| 1988 Seoul                                              | 0                                                       | 0                                                       | 0                                                       | 0                                                       | –                                                       | 1988 Calgary        | Deltog ikke                                              | Deltog ikke                                              | Deltog ikke                                              | Deltog ikke                                              | Deltog ikke                                              |                                                          |
| 1992 Barcelona                                          | 0                                                       | 0                                                       | 0                                                       | 0                                                       | –                                                       | 1992 Albertville    | Deltog ikke                                              | Deltog ikke                                              | Deltog ikke                                              | Deltog ikke                                              | Deltog ikke                                              |                                                          |
| 1996 Atlanta                                            | 0                                                       | 0                                                       | 0                                                       | 0                                                       | –                                                       | 1994 Lillehammer    | 0                                                        | 0                                                        | 0                                                        | 0                                                        | –                                                        |                                                          |
| 2000 Sydney                                             | 0                                                       | 0                                                       | 0                                                       | 0                                                       | –                                                       | 1998 Nagano         | Deltog ikke                                              | Deltog ikke                                              | Deltog ikke                                              | Deltog ikke                                              | Deltog ikke                                              |                                                          |
| 2004 Athen                                              | 0                                                       | 0                                                       | 0                                                       | 0                                                       | –                                                       | 2002 Salt Lake City | Deltog ikke                                              | Deltog ikke                                              | Deltog ikke                                              | Deltog ikke                                              | Deltog ikke                                              |                                                          |
| 2008 Beijing                                            | 0                                                       | 0                                                       | 0                                                       | 0                                                       | –                                                       | 2006 Torino         | Deltog ikke                                              | Deltog ikke                                              | Deltog ikke                                              | Deltog ikke                                              | Deltog ikke                                              |                                                          |
| 2012 London                                             | 0                                                       | 0                                                       | 0                                                       | 0                                                       | –                                                       | 2010 Vancouver      | Deltog ikke                                              | Deltog ikke                                              | Deltog ikke                                              | Deltog ikke                                              | Deltog ikke                                              |                                                          |
| 2016 Rio de Janeiro                                     | 0                                                       | 0                                                       | 0                                                       | 0                                                       | –                                                       | 2014 Sotji          | Deltog ikke                                              | Deltog ikke                                              | Deltog ikke                                              | Deltog ikke                                              | Deltog ikke                                              |                                                          |
| 2020 Tokyo                                              |                                                         |                                                         |                                                         |                                                         |                                                         | 2018 Pyeongchang    | Deltog ikke                                              | Deltog ikke                                              | Deltog ikke                                              | Deltog ikke                                              | Deltog ikke                                              |                                                          |
| Totalt                                                  | 0                                                       | 0                                                       | 0                                                       | 0                                                       |                                                         | Totalt              | 0                                                        | 0                                                        | 0                                                        | 0                                                        |                                                          |                                                          |